# The EastAfrican
The EastAfrican er en ugentlig nyhedsavis som udgives i Kenya af Nation Media Group, der også udgiver Daily Nation i Kenya. The EastAfrican bringer nyheder, historier og analyser fra Kenya, men også fra andre østafrikanske lande som Tanzania, Uganda og Rwanda, avisen bringer også internationale nyheder.

## Eksterne nyheder
- The EastAfrican's hjemmeside

| Anime eller manga | Spire Denne artikel om medie og kommunikation er en spire som bør udbygges. Du er velkommen til at hjælpe Wikipedia ved at udvide den. |